# Englewood Cliffs
Englewood Cliffs – miasto w Stanach Zjednoczonych, w stanie New Jersey, w hrabstwie Bergen. W 2010 roku liczyło 5281 mieszkańców.